# Вільям Шепард Бенсон
Вільям Шепард Бенсон (англ. William Shepherd Benson; нар. 25 вересня 1855, Мейкон — пом. 20 травня 1932, Вашингтон) — американський воєначальник, адмірал Військово-морських США (1939), 1-й керівник військово-морськими операціями (1915—1919) американського флоту. Учасник Першої світової війни.

## Біографія
Вільям Шепард Бенсон народився 25 вересня 1855 року в Мейкон, в окрузі Бібб, штату Джорджія у сім'ї Річарда Аарона Бенсона та Кетрін Брюер Бенсон (до шлюбу Брюер). 1877 році Бенсон закінчив Військово-морську академію США. Його перші роки морської служби включали навколосвітню подорож на «Долфін» протягом 1880-х років. Брав участь у проведенні гідрографічних та геодезичних дослідах, був інструктором у Військово-морській академії, командував крейсером «Олбані».
У 1909 році Бенсон отримав звання кептена і став начальником штабу Тихоокеанського флоту США. У 1911 році Бенсон став першим командиром лінкора «Юта». У 1913—1915 роках був комендантом Військово-морської верфі Філадельфії.
У травні 1915 року Бенсон отримав звання контрадмірала і став першим начальником військово-морських операцій (CNO), функціонально замінивши контрадмірала Бредлі А. Фіске, останнього помічника з військово-морських операцій.
Бенсон брав активну участь у зміцненні флоту протягом періоду, що позначився внутрішньою напруженістю в міністерстві флоту, становленні місця, ролі та функцій керівника військово-морських операцій, американськими інтервенціями в Карибському басейні та Центральній Америці та Першою світовою війною. У 1916 р. отримав звання адмірала. його обов'язки значно розширилися, коли Сполучені Штати вступили у Першу світову війну у квітні 1917 року. Протягом наступних півтора років він керував величезним нарощуванням спроможностей військово-морського флоту, розширенням його операцій на європейські води та завданнями щодо транспортування американських експедиційних сил до Франції. В листопаді 1918 року після перемир'я адмірал Бенсон був активним учасником тривалих мирних переговорів, що проходили у Франції.

## Пам'ять
На честь адмірала Вільяма Бенсона, першого керівника військово-морськими операціями були названі тип ескадрених міноносців на чолі з головним есмінцем «Бенсон»; транспорт «Адмірал В. Бенсон».